# Bayview (Califòrnia)
Bayview és una concentració de població designada pel cens dels Estats Units a l'estat de Califòrnia. Segons el cens del 2000 tenia 2.359 habitants.

## Demografia
Segons el cens del 2000, Bayview tenia 2.359 habitants, 936 habitatges, i 586 famílies. La densitat de població era de 1.230,8 habitants per km².
Dels 936 habitatges en un 30,8% hi vivien nens de menys de 18 anys, en un 42,6% hi vivien parelles casades, en un 13,7% dones solteres, i en un 37,3% no eren unitats familiars. En el 28% dels habitatges hi vivien persones soles el 8,7% de les quals corresponia a persones de 65 anys o més que vivien soles. El nombre mitjà de persones vivint en cada habitatge era de 2,48 i el nombre mitjà de persones que vivien en cada família era de 3.
Per edats la població es repartia de la següent manera: un 25,1% tenia menys de 18 anys, un 9,7% entre 18 i 24, un 29,4% entre 25 i 44, un 23% de 45 a 60 i un 12,7% 65 anys o més.
L'edat mitjana aritmètica era de 36 anys. Per cada 100 dones de 18 o més anys hi havia 98 homes.
La renda mitjana per habitatge era de 26.023 $ i la renda mitjana per família de 32.941 $. Els homes tenien una renda mitjana de 27.542 $ mentre que les dones 22.463 $. La renda per capita de la població era de 14.119 $. Entorn del 20,6% de les famílies i el 23,1% de la població estaven per davall del llindar de pobresa.

## Poblacions més properes
El següent diagrama mostra les poblacions més properes.